# براتکوویتسه
براتکوویتسه (به چکی: Bratkovice) یک منطقهٔ مسکونی در جمهوری چک است که در ناحیه پریبرام واقع شده‌است.